# Hamilton (Bermudes)

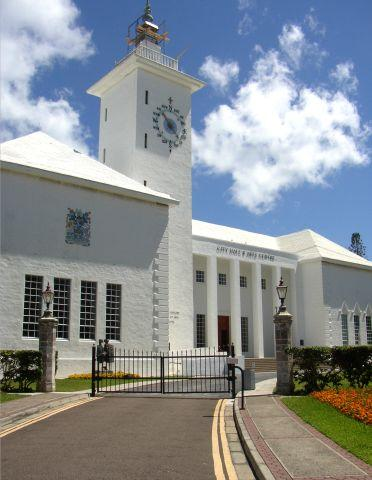
Ajuntament de Hamilton.

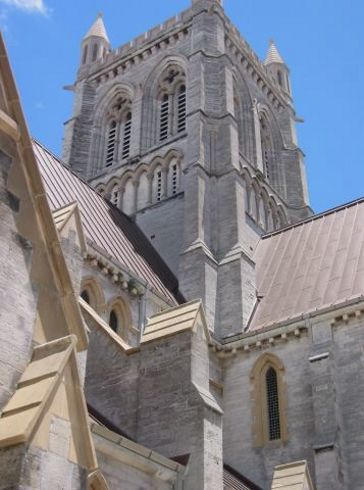
La catedral de Hamilton.

Hamilton és la capital de les Bermudes. la ciutat pren el nom de Henry Hamilton, governador de 1778 a 1794.
Per bé que es tracta de la capital administrativa de les Bermudes, Hamilton només té una població permanent d'aproximadament 969 habitants, tot i que hi ha algunes estimacions que assenyalen que arriba als 1.500. Formalment, Hamilton és una única localitat de l'illa, però la ciutat històrica de Saint George's té més població.

## Història
La història de Hamilton va començar el 1790, quan el govern de les Bermudes va reservar unes 59 hectàrees de terra per a construir-la, però no va ser fins a l'any 1793 que el Parlament anglès va aprovar-ne la fundació. El 1815 La capital de la colònia es va traslladar de St. George's a Hamilton. La vila va passar a ser una ciutat amb l'edificació de la catedral anglicana de Hamilton. Més tard se'n va aixecar una altra de catòlica. El nucli que envolta la badia de Hamilton és un districte de negocis amb pocs edificis que no siguin oficines o botigues.

## Curiositats
Hamilton és als antípodes de Perth, a Austràlia.